# 유아인
유아인(1986년 10월 6일~)은 대한민국의 배우로 본명은 엄홍식(嚴弘植)이다. 스튜디오 콘크리트의 갤러리스트이자 크리에이티브 디렉터이다.
2003년 TV 광고로 데뷔했고, KBS 드라마 《성장드라마 반올림》과 영화 《우리에게 내일은 없다》를 통해 배우로서 브라운관 및 스크린 신고식을 치렀다. 이후 KBS 드라마 《성균관 스캔들》, 영화 《완득이》, JTBC 드라마 《밀회》, 영화 《베테랑》과 《사도》, SBS 드라마 《육룡이 나르샤》 등으로 주목받으며 연기 경력을 쌓았다. 2014년에는 아티스트 그룹 스튜디오 콘크리트를 결성하고 이듬해 동명의 갤러리를 설립했다. 현재는 4가지의 마약인 프로포폴과 대마와 코카인과 케타민을 상습투약 혐의로 징역 1년에 집행유예 2년, 벌금200만원을 선고받았다.

## 생애
유아인은 대구광역시 남구에서 1남 2녀 중 막내로 태어났으며 본명은 엄홍식(嚴弘植)이다. 대구남덕초등학교와 상인중학교를 졸업한 후, 경북예술고등학교 서양화과에 진학했다. 경북예고 1학년 재학 시절 교문 앞에서 길거리 캐스팅을 당한 후 상경했다. 이후 서울미술고등학교로 전학했으나 곧이어 자퇴했고, 후에 검정고시에 합격했다. 유아인은 자퇴 이유에 대해 “사실 선생님이란 존재에 대해 회의적이었고, 고등학교 시절 스트레스를 풀 데가 없었다. 스트레스 푸는 방법을 몰라 자퇴라는 극단적인 선택을 했다”고 말했다.
데뷔 전에는 배우나 연기에 꿈이 있었다기보다, 무작정 연예인이 되고 싶은 마음이 컸다. 홀로 상경한 이후에 유아인은 아이돌 가수로 데뷔하기 위해 보컬 트레이닝을 받았으나 노래에 재능이 없다는 소리를 들었다. 또한, 자퇴 이후에는 외로운 시기를 보냈고 혼자 서울에서 생활하기 쉽지 않았지만, 독립적인 태도를 자신의 자산으로 만들 수 있었다.

## 연기 경력

### 2003년~2005년
2003년 '유아인'이라는 예명을 사용하면서 라면 광고로 데뷔했다. 같은 해 10월 KBS 《성장드라마 반올림》의 오디션을 치렀다. 당시 유아인은 토너먼트 형식으로 치러진 오디션에서 탈락했으나, 나중에 다시 연락을 받고 출연하기 시작하여 2004년 1월에 배우로서 정식 데뷔했다. 본래 단발성 출연이었으나, 반응이 좋자 극중에 계속 출연할 수 있었다. 예명을 그대로 사용한 극 중 캐릭터 ‘유아인’은 예술고등학교에서 서양화를 전공하는 등 유아인의 실제 모습이 많이 반영됐다. 여주인공 ‘옥림’의 남자친구 ‘아인 오빠’ 캐릭터는 청소년 사이에서 큰 인기를 끌었고, 등장한 지 두 달 만에 팬카페 회원 수가 12만 명이 넘었다. 이러한 인기를 기반으로 유아인은 2004년 8월 15일 첫 팬미팅을 개최했다.
유아인은 《성장드라마 반올림》 이외에도 KBS 수목드라마 《4월의 키스》에서 시골 마을의 소년 ‘강재섭’의 아역으로 출연하거나, KBS 《드라마시티 - 시은&수하》에 ‘이민석’ 역으로 출연했다. 또한, 엘리트 학생복, 네이버 한게임, 스피드 011, 블루테일, 스쿨룩스 등 다양한 지면 및 TV 광고에서 활약하며 신인으로서 인지도를 쌓았다. 2005년 6월에는 김종학 프로덕션과 매니지먼트 전속 계약을 체결했다.
그러나 유아인은 《성장드라마 반올림》을 끝낸 후 고향인 대구로 내려간다. 데뷔 전에는 스포트라이트를 받는 연예인에 대해 맹목적인 동경이 있었으나, 드라마 이후 연기에 대해 진지하게 고민하기 시작했고 연예인에 대한 동경을 스스로 없애야겠다고 생각했다. 또한, 처음에는 환호와 인기에 마냥 행복하기도 했지만, 본인이 정말로 원했던 것인지 고민스럽고 혼란스러웠다. 그리하여 공백기를 가져 “그 앞에서 덤덤해지려고 했고, 거기서 최대한 멀어지고자” 노력했다. 유아인은 이러한 공백기가 배우의 길을 걷는 데 있어서 중요하게 작용했다며 다음과 같이 인터뷰했다.
| “ | 마음대로 선택하지 못하고, 옳다는 걸 거스르고, 옳지 않은 걸 해야 한다는 게 견디지 못할 만큼 힘들었다. 겉에 치중하는 연예인이 아닌 내 안을 들여다보게 됐다. 남들에게 비춰지는 내가 아닌 진정 나를 위하는 게 무엇인지, 배우 유아인의 길은 어떤 것일까를 고민했다. 마냥 좋고 부딪치고 깨지고 싸울 일들이 많던 시기였다. 앞으로의 그림을 차근차근 그리며 ‘사람’에 대한 생각을 오래 했다. | ” |
|   | — 스포츠동아 2007년 5월 21일자 기사 중 |   |

| “ | <반올림> 때는 내게 무슨 일이 일어나고 있는지도, 어떻게 대처할지도 몰랐기 때문에 내 것 같지 않았어요. 지금은 소화할 수는 있어요. <반올림> 이후 내게 밀려드는 어떤 현상에 몸둘 바 몰라 하고 휘청거리다 무너지면 안된다, 내가 앞서 나가 단단히 발을 딛고 기다려야 한다는 생각을 갖게 됐거든요. | ” |
|   | — 씨네21 780호 (2011년) 기사 중 |   |

### 2006년~2009년
2006년 1월 스크린 데뷔작인 독립영화 《우리에게 내일은 없다》의 촬영을 시작했다. 이 영화를 연출한 노동석 감독은 오디션을 볼 당시 유아인에게 극 중 캐릭터에 대해 묻자 창 밖을 한참 바라보며 “슬프죠”라는 한 마디만을 던진 모습이 인상적이었다며 캐스팅의 이유를 밝혔다. 유아인은 이 영화에서 진짜 총을 구해 현실로부터 자신을 구해내려는 소년 ‘종대’ 역할을 맡았는데, 인터뷰에서 "종대처럼 사건에 휘말린 적도 없고 불우한 환경에서 자라지도 않았지만 제가 종대와 비슷한 시기에 느꼈던 불안이나 두려움 등이 연기를 하는 데 큰 도움이 됐습니다. 종대도 청춘이고 저도 청춘이니까요"라며 연기를 한 소회를 밝혔다. 2007년 5월 《우리에게 내일은 없다》 언론시사회에서는 작품에 대해 “배우라는 앞날에 대한 꿈을 꾸고 그림을 그렸다면 그 그림 속에 꼭 있어야 할 영화”라며 본인의 영화 데뷔작에 대한 애정을 드러낸다. 또한 배우로서 고유한 소년성을 갖게해 준 ‘첫 활시위’ 같은 작품이라고 설명한다. 2006년 10월 유아인은 이 영화를 통해 배우로서 처음으로 부산국제영화제 개막식과 GV에 참석한다.
《우리에게 내일은 없다》의 촬영을 끝낸 후에는 연이어 영화 《좋지 아니한가》에 출연하여 전생에 왕이라고 믿는 엉뚱한 소년 ‘심용태’ 역할을 맡는다. 정윤철 감독과는 2004년 《말아톤》 오디션 때 처음 만났으나, 스케줄 때문에 작품에 참여하지 못했다. 그러나 정윤철 감독은 시나리오를 읽으면서 바로 유아인을 떠올렸고, 《좋지 아니한가》에 캐스팅한다. 두 영화 모두 2007년에 개봉하여 유아인은 신인배우로서 호평을 얻었고, 특히 《우리에게 내일은 없다》로 제8회 부산영화평론가협회상과 제3회 평택 피어선 영화제에서 신인상을 받았다. 유아인은 “연기에 대한 철학이 형성되지 않았을 때 영화를 시작했다”고 밝히며, “영화 두 편을 통해 어느 정도 계획을 잡고 철학이 생겼다”고 말한다. 또한, “이전에는 막연하게 카메라 앞에서 서는 것이 좋았다면, 연기라는 예술 장르에 대해 깊이 생각할 수 있었다”며 자신의 초기작 두 편에 대한 의미를 밝히기도 했다.
2008년에는 KBS 월화드라마 《최강칠우》에 출연하여 첫 사극 연기에 도전했다. 자객 ‘흑산’과 양반집 자제 ‘김혁’의 모습을 번갈아가며 나이답지 않게 냉정하면서도 어두운 캐릭터를 잘 소화했다는 평가를 받았으며, ‘완소자객’이라는 별명을 얻었다. 같은 해 11월에는 일본 요시나가 후미의 인기 만화를 각색한 영화 《서양골동양과자점 앤티크》가 개봉됐다. 유아인은 천재 복서 출신의 파티쉐 견습생 ‘양기범’ 역할을 위해 체중을 늘리고 복싱과 베이킹 등을 배웠다. 본래 케이크를 좋아했지만, 영화에 등장하는 케이크의 95%를 먹어야했기 때문에 머리가 아프고 어지러워 힘들었다고 밝히기도 했다. 그러나 유아인은 본인의 나이다운 건강한 모습을 보여준 극 중 캐릭터를 통해 좋은 영향을 받을 수 있었고, 본인을 비롯한 네 명의 주요 배우가 조화를 잘 이루어 즐겁게 촬영한 결과물을 볼 수 있어서 만족감을 느꼈다. 이 작품을 통해 제11회 디렉터스 컷 시상식에서 올해의 남자신인연기상을 받았으며, 충무로의 기대주로 부상했다.
2009년에는 KBS 월화미니시리즈 《결혼 못하는 남자》에서 건축 사무소에서 일하는 ‘박현규’ 역을 맡아 발랄하고 건강한 20대 청년의 이미지를 보여줬다. 같은 해 10월 장나라와 함께 출연한 영화 《하늘과 바다》가 개봉됐다. 유아인은 어릴 적 부모의 죽음으로 고아가 돼 스스로 생계를 이끌어 가는 피자 배달원 ‘진구’ 역을 맡았다.

### 2010년~2013년
2010년 5월 정은궐의 소설 《성균관 유생들의 나날》을 각색한 KBS 월화드라마 《성균관 스캔들》의 ‘걸오 문재신’ 역에 캐스팅된다. 당시 유아인은 유약한 미소년의 이미지가 강했기 때문에, 강한 남자 스타일인 원작의 ‘걸오’와 어울리지 않는다며 원작팬들의 캐스팅 반대 여론이 높았다. 유아인 역시 본인의 한정적 이미지에 대한 아쉬움과 갈증이 있었기 때문에, 배역을 위해 운동을 하면서 극 중 캐릭터의 내면적인 아픔에 공감하는 데 주력했다. 또한 아웃사이더로 살아가는 캐릭터의 마음이 궁금했고, 세상을 바라보는 시선과 상처를 표현하고 결핍을 채워나가는 방식이 자신과 닮았기 때문에 캐릭터에 잘 몰입할 수 있었다. 이러한 노력으로 유아인은 초반의 우려를 씻어내며 미소년으로 한정된 이미지에서 탈피했고, 시청자들에게 인기를 얻어 ‘걸오앓이’라는 신조어를 만들어 냈다. 이처럼 유아인은 《성균관 스캔들》 이후 작품 선택의 폭이 넓어졌고 배우로서 살아가는 데 큰 힘을 얻을 수 있었다. 또한 이전에는 자신의 세계에 갇혀있는 듯 했으나, 《성균관 스캔들》을 통해 “바깥세상도 재미있다는 걸 알게 되고 세상과 악수도 나누게 됐다. 세상 밖으로 나오게 됐다”고 인터뷰했다.

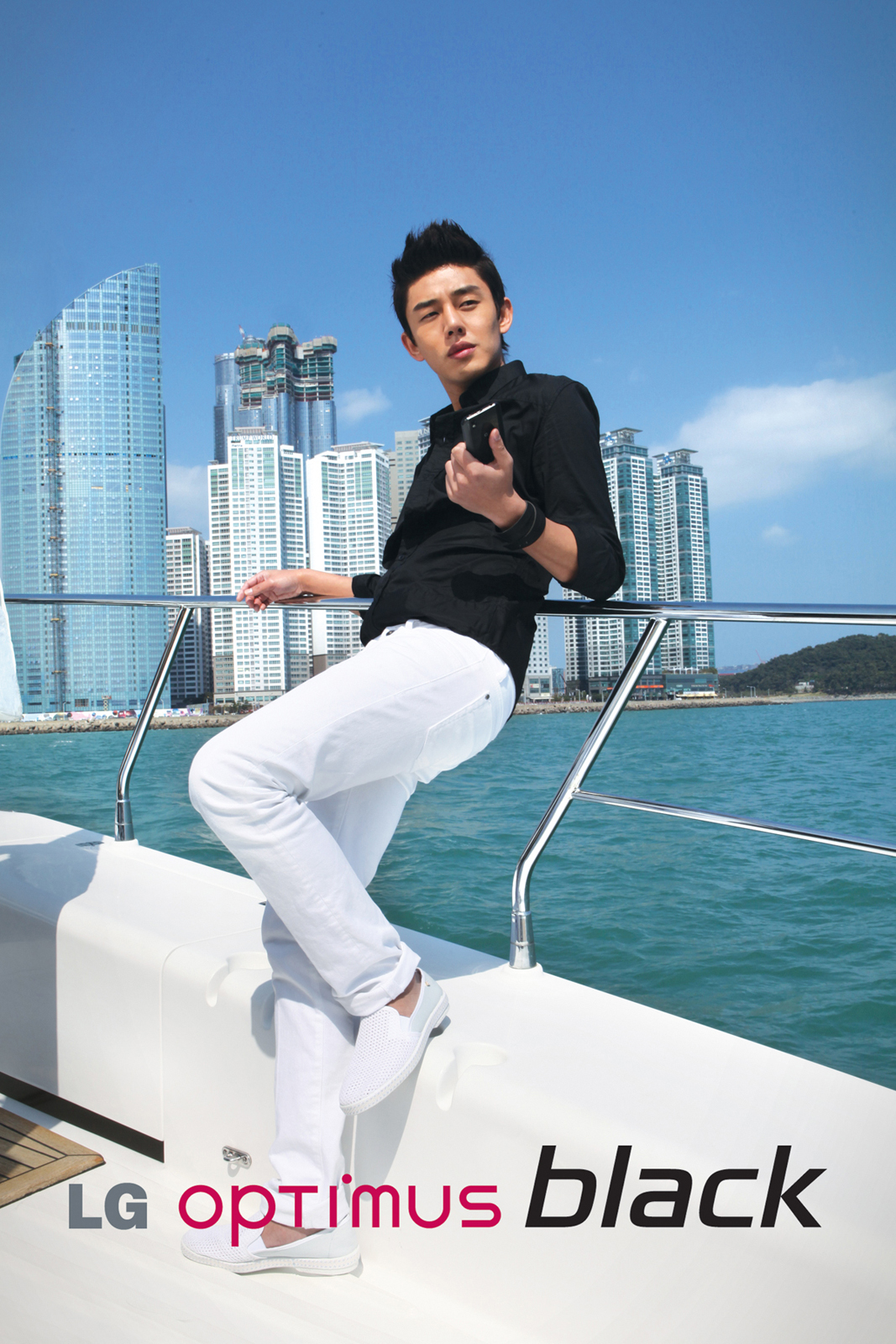
2011년 LG 옵티머스 블랙 광고에서 유아인

2011년 김려령의 동명소설을 각색한 영화 《완득이》에서 불우한 가정환경으로 인해 세상의 그늘에 숨어 지내려는 ‘도완득’ 역할을 맡아 2월부터 촬영에 돌입했다. 유아인은 극 중 캐릭터를 위해 강도 높은 킥복싱 훈련을 받았고, 혼혈 설정을 표현하고자 매일 얼굴에 검은 분장을 하며 촬영에 임했다. 9월 27일 언론시사회에서는 10대 때 홀로 상경한 후 자퇴한 일, 데뷔 후 고향으로 내려가 방황한 일 등 개인적인 경험이 있었기 때문에 "완득이에게 더 정이 갔다"고 말했다. 또한, 잡지 《무비위크》에 두 차례에 걸쳐 《완득이》에 출연한 소감을 칼럼으로 기고했다.
(상략) 인기나 인지도 어느 것 할 것 없이 어중간한 채로, 7년을 배우로 살아온 연예인에게 그만큼 행복한 시간이 또 있을까. 잠깐은 순진하게 도취되어 어깨에 힘도 좀 주고 그러면 좋았으련만, 올라 갈 길은 어디고 내려 갈 길은 또 어딘지 재려니 정신을 바짝 차리지 않으면 어디로 휩쓸려갈지 모를 판이었다. (중략)

배우의 운명은 본인의 의지와 무관하게 정의되고 또 그렇게 흘러가는가 보다. 나는 아역 이미지를 벗지 못한 풋내기 배우였고, 미디어는 ‘걸오’ 캐릭터야말로 성인 연기자로의 진정한 발돋움이니 뭐니 하는 식상한 말들로 내 운명을 이끌어 가고 있었다. 어쩌면 완득이는 당시 나를 향한 눈들의 기대와 예상을 배신하면서, 동시에 내가 그것들을 떨쳐내고 초연해지도록 돕는 필연적인 선택이었을지도 모르겠다. 내겐 그런 상태가 절실했다. (중략)

버거운 삶의 무게를 온전히 제 것으로 받아들이고 숨죽인 소년. 그것이 완득이다. 연민이라는 3인칭의 시선이 아니라 온전히 개인의 불행 속으로 들어가 완득이의 짐을 내가 짊어질 수 있을까. (중략)

항상 내가 다시 영화를 할 수 없을지도 모른다는 생각을 한다. 매번 영화가 극장에서 내려질 때마다 그랬다. 전작이 내려진 후엔 감정보단 현실적 불안이 더 크게 나를 짓눌렀다. 나는 캐스팅하기에 충분히 부담스러운 배우가 되어 있었다. <하늘과 바다>(2009)가 개봉한 지도, 벌써 2년 가까운 시간이 지났나 보다. 하지만, 여전히 핏덩이의 신인 배우로 나는 다시, 현장에 섰다.— 《무비위크》 2011.9.28-10.4 496호, ‘유아인 완득이를 만나다 1’ 중

유아인은 이 영화에서 선배 김윤석과 훌륭한 앙상블을 이루는 등 연기적으로 호평을 얻었고, 500만 이상의 관객을 동원하는 기쁨을 누리기도 했다. 또한 2012년 제3회 올해의 영화상에서 올해의 발견상을 수상했으며, 주목받는 20대 남자배우로 부상했다.

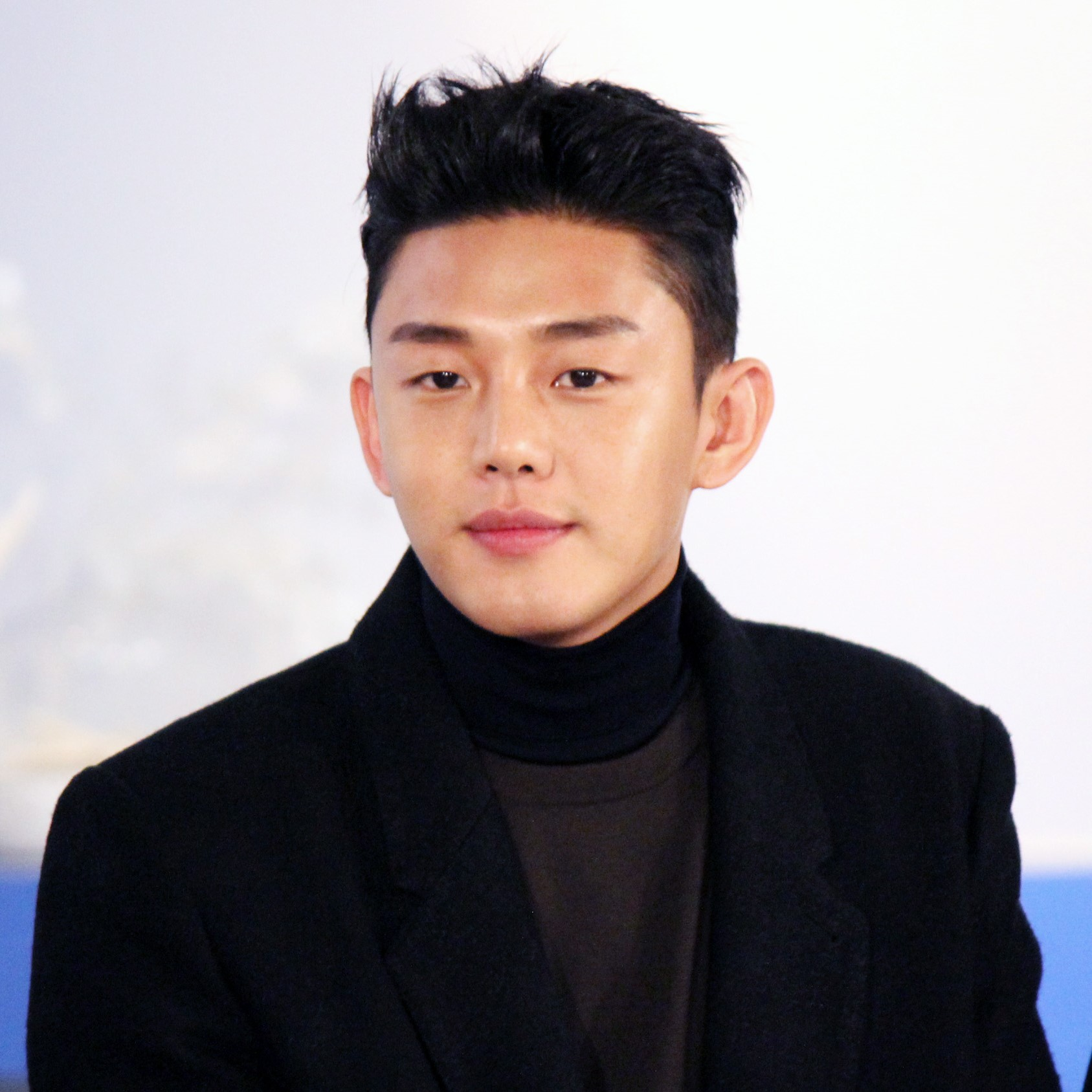
2013년 제18회 부산국제영화제 스타&쉐이크 토크에서 유아인

2012년 SBS 월화드라마 《패션왕》에서 출연했으며, 미국의 뉴욕, 라스베이거스, 애리조나 사막 등에서 촬영했다. 패션계에 몸담은 젊은 남녀의 욕망과 사랑을 그린 드라마 《패션왕》은 청춘들의 불안한 심리를 잘 보여줬다는 평가도 있었지만, 초반의 기대감과 배우들의 호연에 비해 공감할 수 없는 인물들과 스토리가 이어진다는 평가를 얻었다. 유아인이 연기한 ‘강영걸’은 성공의 욕망으로 가득찬 인물로 자신의 목표를 위해 부정적인 모습을 보이기도 했는데, 오히려 유아인은 멋있지 않기 때문에 “신선하고 재미있다”고 밝혔다. 또한 보통의 시청자가 기대하는 판타지에서 벗어난 현실적인 인물이라고 생각했고, 세속적인 욕망을 숨김없이 드러냈기 때문에 캐릭터에 애정이 있다고 말했다.
2013년에는 SBS 월화드라마 《장옥정, 사랑에 살다》에 숙종으로 출연하여 절대 권력을 꿈꾸는 군주이자 자신의 여인 앞에서는 한없이 부드러운 남자를 표현했다. 여기에 카리스마 있으면서도 외로운 숙명을 지닌 왕의 모습을 잘 그려냈다는 호평을 받았다. 같은 해 10월에 개봉한 영화 《깡철이》를 통해 절박한 현실에서도 묵묵히 살아가는 청춘이자 엄마에게 헌신적인 아들 ‘강철’ 역을 맡으면서 강도 높은 액션씬을 선보이기도 했다. 유아인은 처음에 《완득이》와 제목이 비슷해 시나리오를 읽어보지도 않았지만 훨씬 더 깊은 내면을 표현할 수 있다고 생각했고, 엄마에게 보여주고 싶은 순수한 마음이 컸기 때문에 《깡철이》를 선택했다. 한편 영화의 배경이 부산이었는데, 고향인 대구와 부산의 사투리가 미묘하게 달라 더욱 신경을 쓰기도 했다.
유아인은 자신만의 색깔이 드러난 작품이나 캐릭터를 선택하면서 또래 배우들과 다른 독자적인 행보를 펼치고 있다는 평가를 얻었다. 하지만 색깔을 지키면서도 조금씩 스펙트럼을 넓혀야 한다거나 작품 선택 기준의 다른 전략이 필요할 것이란 지적도 있었다. 유아인도 작품과 캐릭터를 선택하는 데 “나는 나한테 너무 심취해 있었다”고 밝히거나, “전 요즘 대중이 좋아하고 제가 좋아하는 접점을 찾으려고 노력하는 것 같아요. 예전에는 쉽지 않았는데 내가 나를 허용하면 괜찮아지는 것 같아요”라고 말했다. 또한 “아무리 다른 작품을 하려고 해도 자꾸 내가 좋아하는 걸” 하게 됐기 때문에 “내 스스로 관객 입장에서 유아인을 바라봤을 때 지루한 면이 없지 않았다”면서 조금 변화를 주고 싶다는 생각을 시작했다고 밝혔다.

### 2014년~
배우 정유미의 추천으로 애니메이션 《우리별 일호와 얼룩소》에 참여하여 극중 ‘경천’의 목소리 연기를 했다. 유아인은 어려운 환경에서 제작되는 애니메이션에 참여하는 데 의의를 뒀으며, 장형윤 감독은 두 배우가 노개런티 수준으로 참여했다며 배우들에게 고마움을 표시하기도 했다. 2014년 3월에 개봉한 영화 《우아한 거짓말》에서는 ‘추상박’ 역할로 깜짝 출연하여 관객들의 웃음을 자아내기도 했다.
화보 촬영을 위해 미국에 있을 때, 김희애의 연락을 통해 JTBC 드라마 《밀회》의 캐스팅을 제안받았다. 당시 영화 《베테랑》에 이미 캐스팅된 상태였으나, 유아인은 류승완 감독과 제작사의 양해를 얻어 《밀회》에 출연한다. 천재 피아니스트 ‘이선재’ 역할을 위해 피아니스트들의 영상을 보고 곡의 스피드와 건반 위치 등을 외워 실제 타건을 하며 촬영했다. 피아노 울림판을 수건으로 막고 타건을 하면, 그 후 대역 피아니스트의 소리를 덧입히는 방식이었다. 《밀회》는 작품성을 인정받고 숱한 화제를 낳으며 당시 종편으로서는 높은 시청률을 기록했다. 유아인은 섬세한 연기력을 선보여 순수함으로 시청자들을 매료시켰다는 호평을 얻었고, 특히 피아노 연주에 있어서 클래식 종사자들에게 인정을 받았다. 연출을 맡은 안판석 감독은 유아인에 대해 “느낌으로만 연기를 하는 게 아니고 감성을 지적으로 통제해 가면서 연기한다. 그 나이에”라며 “타고난 배우”라고 말했다. 유아인은 《밀회》를 통해 예술적인 면모를 구체화할 수 있어서 만족감을 느꼈다고 밝혔으며, 종영 후 자신의 페이스북 계정에 긴 소감글을 남겼다. 특히 ‘이선재’ 캐릭터를 배우 유아인이 가진 소년성의 엑기스로 생각하며, 2015년 10월 부산국제영화제 오픈토크에서는 본인이 가장 좋아하는 캐릭터로 꼽았다.

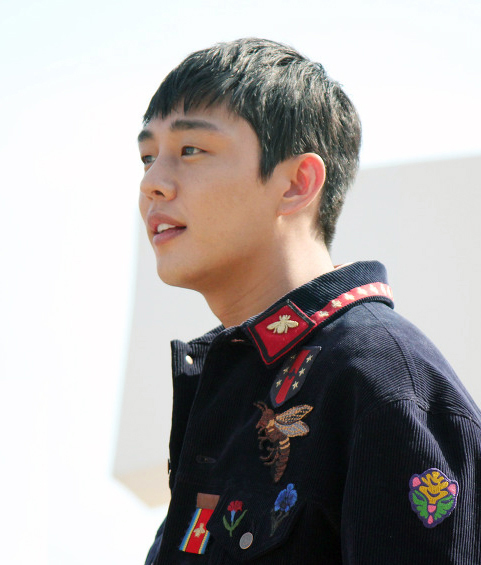
2015년 제20회 부산국제영화제 《사도》 야외무대인사에서 유아인

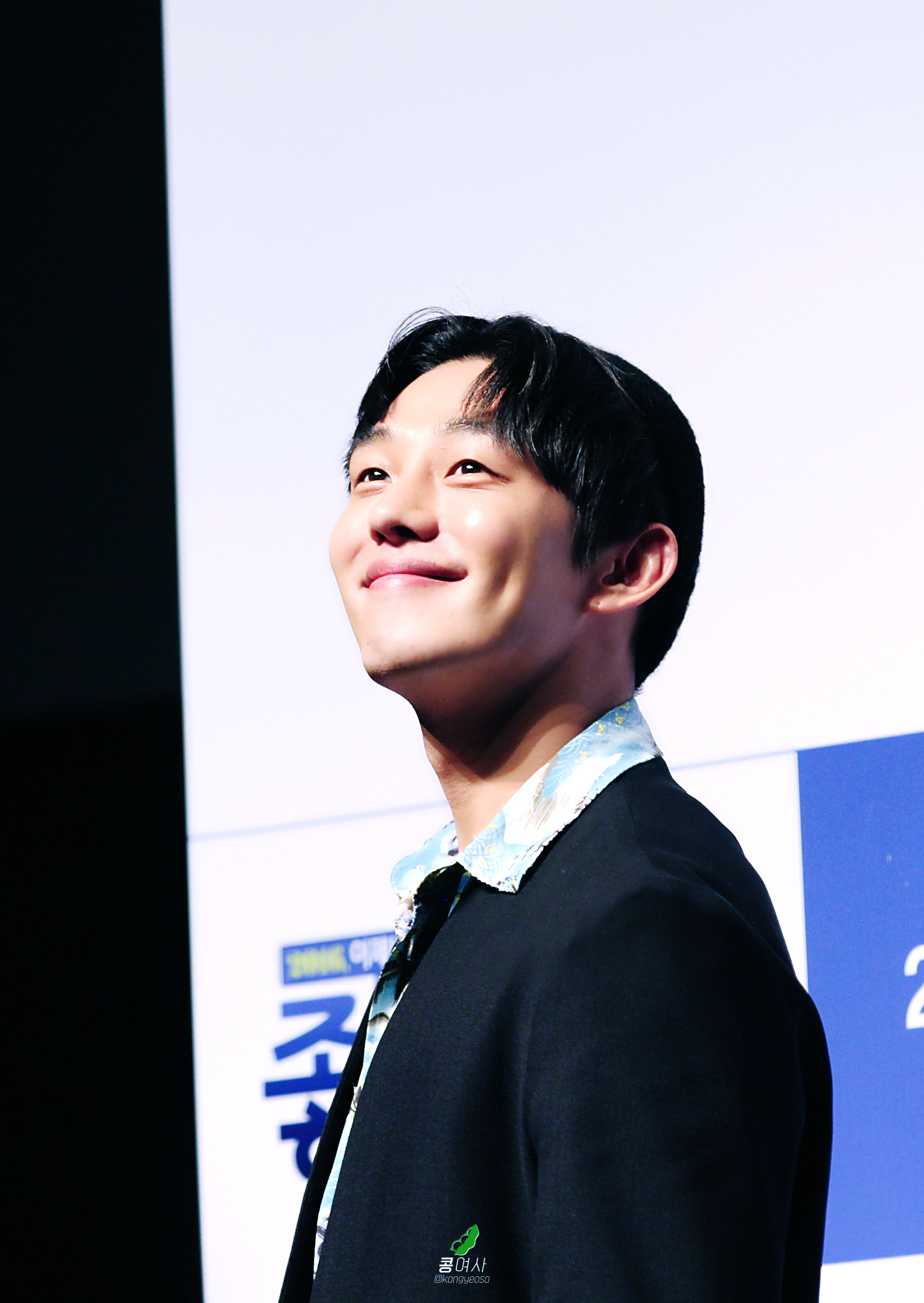
2016년 2월 26일 《좋아해줘》 GV에서 유아인

2014년 3월부터는 《밀회》의 후반부와 《베테랑》의 초반부 촬영을 동시에 소화했다. 《베테랑》의 제작사는 유아인의 액션씬이나 어려운 장면은 촬영 후반부에 두는 배려를 해줬다. 류승완 감독은 2013년 10월 부산국제영화제에서 유아인을 만났을 때 시나리오를 건넸는데, 유아인이 이미지 때문에 거절할 것을 두려워해서 일부러 사연이 있는 악역으로 수정해서 보냈다. 그러나 유아인은 사연 없이 그냥 나쁜 악역을 원한다고 말했고, 이에 류승완은 유아인을 전격 캐스팅한다. 유아인은 재벌 3세 역할을 위해 몸을 불렸고 직접 의상 아이디어를 냈으며 액션씬 촬영 도중 어깨 근육이 파열되기도 했다. 데뷔 후 처음으로 악역을 맡았다는 점에서 화제를 모았고, 배우 특유의 소년성을 변주한 안하무인 재벌 3세의 모습으로 연기 호평을 받았다. 또한 8월 29일 《베테랑》이 천만관객을 돌파하여 ‘천만배우’ 수식어를 얻었다. 유아인은 《베테랑》의 연기에 대해 ‘번외편’이라고 표현했는데, 영화의 흥행 덕분에 연기 스펙트럼이 넓어져서 관객들이 “이젠 다리를 옆으로 찢을 수 있는 배우로 봐주지 않을까 싶다”라고 말했다.
연이어 9월 16일에 개봉한 영화 《사도》에서는 뒤주에서 생을 마감하는 ‘사도세자’를 연기했다. 촬영 도중 돌에 머리를 찧어 부상을 입기도 했다. 유아인은 《사도》에 출연한 것에 대해 “영광스럽다. 젊은 배우가 좋은 배역을 만난다는 게 쉽지 않다. 어쩌다보니 행운 같은 순간들이 찾아와서 이런 깊은 감정을 연기할 수 있게 돼 행복하다”고 말했다. 게다가 사도세자 역할은 배우로서 그려왔던 불안한 청춘과 반항아 등의 집약체 같은 인물이기 때문에 "12년간 준비해왔어요"라고 말할 수 있을 정도로 "내가 조금씩 추구해왔고 걸어왔던 길의 정점이 된 것 같다"라고 설명한다. 이 영화에서 유아인은 숙명으로 인해 광인으로 변하는 인물의 감정을 전달했으며, 함께 한 배우 송강호와 이준익 감독으로부터 테크닉을 경계하고 정직하게 본성을 표출하며 연기했다는 말을 들었다.
유아인은 《베테랑》과 《사도》의 연이은 흥행과 연기 호평으로 인해 2015년의 ‘대세 배우’로 떠올랐고 유아인이 ‘아인시대’를 누리고 있다고 일컬어졌다. 특히 《사도》로 제28회 청룡영화상에서 첫 남우주연상을 수상했고, 한국갤럽의 조사에서 2015년을 빛낸 영화배우 1위에 선정되기도 했다. 이에 대해 정시우 기자는 유아인이 “단순히 슈퍼스타에 등극했다는 면보다, 그의 재능과 취향이 보다 넓게 인정받기 시작했다는 점에서 의의가 있다”고 분석했으며, 이승한 칼럼니스트는 “유아인에게 남우주연상을 수여한 것은 일대 사건이었지만 그조차 2015년의 그가 이룬 성취에 비하면 소소한 보답에 불과하다”면서 “유아인은 필모그래피 내내 이젠 말라붙어버린 ‘청춘’이란 단어에 생기를 불어넣고 단어의 평면에 깊이를 더해 ‘지금 여기’의 청춘의 얼굴을 입체감 있게 그려냈다”고 평했다. 특히 유아인의 소년성에 대해 김선영 평론가는 “캐릭터들이 한 인물의 성장기록이자 이 시대 청춘의 초상으로 느껴지는 것”은 유아인의 “삶과 연기론과 세계관이 일치”하기 때문이라며, 유아인의 성과는 “그 지속적인 고민이 진화한 결과”라고 평가했다. 《씨네21》의 주성철 편집장은 유아인이 “‘소년성’이라는 특질을 온전히 간직한 채로 여러 캐릭터들을 자기만의 것으로 만들고 있다”면서 “진정 그의 다음이 기다려진다”라고 표현했다. 한편 유아인은 《밀회》를 시작으로 《베테랑》과 《사도》로 이어지는 작품 선택에 대해 다음과 같이 말했다.
| “ | 그간 임팩트 있는 모습을 보여준 적 없다는 강박이 있었던 것 같다. 내 또래의 배우들이 보여주는 행보가 아닌 선명한 나를 보여주고 싶다는 마음도 있었다. 그게 드라마 '밀회'를 시작으로 영화 '베테랑', '사도'로 이어진 것 같다. '밀회'가 없었다면 '베테랑'의 성공과 '사도'의 평가도 그렇게 행복하지만은 않았을 것 같다. 내가 지켜온 스타일과 해온 연기를 보여준 '밀회'가 있었기에 선굵은 두 영화를 하는데 부담이 없었다. 그래서 '밀회'는 내게 매우 특별한 작품이다. | ” |
|   | — SBS FunE 2015년 9월 25일자 기사 중 |   |

2015년 7월부터 10월까지는 옴니버스 영화 《좋아해줘》를 촬영했다. 2016년 2월 17일에 개봉한 이 영화에서 유아인은 철없는 한류스타 ‘노진우’ 역할을 맡았으며, 데뷔 이래 처음으로 로맨틱 코미디 장르에 도전했다. 같은 해 8월에는 SBS 창사특집 드라마 《육룡이 나르샤》 촬영에 돌입했다. 조선 건국 이야기를 그린 《육룡이 나르샤》는 2015년 10월 5일 첫 방영부터 2016년 3월 22일 종영까지 동시간대 시청률 1위를 유지하는 등 시청자들의 호응을 얻으며 50부의 대장정을 마쳤다. 이 드라마에서 ‘이방원’을 연기한 유아인은 호흡이 긴 작품에서 인물의 다양한 감정과 변화를 잘 소화해 한층 성장했다는 평가와 더불어, 대중에게 익숙했던 캐릭터를 흥미롭게 변주하며 50부작 드라마의 중심축 역할을 했다는 평가를 얻었다. 특히 순수하고 열성적인 청춘부터 외로운 권력자가 된 왕의 모습까지 캐릭터의 삶을 입체적으로 그려내 시청자들의 몰입을 이끌어냈다는 호평을 받았다. 유아인은 인물에 대한 기존의 견고한 이미지 때문에 나름대로 어떻게 변주해야 할 지 혼란스러웠으나, “달의 이면이 있듯 이방원에게도 연약한 면이 있을 거라고 생각”했기 때문에 신념이 흔들리고 혼란스러운 과정에서 드러나는 연약함과 인간적인 고뇌를 표현하려고 노력했다. 또한 한 인물의 긴 세월을 연기하면서 외면과 내면의 변화와 성장 과정을 보여주기 위해 목소리, 움직임, 톤, 표정의 변화를 나이대별로 보여주려고 했다. 이렇게 물리적으로 가장 많은 시간과 공을 들였기 때문에 ‘이방원’ 캐릭터를 "최근 연기한 역할 가운데 가장 애착이 가는 캐릭터"라고 말했으며, 연기를 하며 스스로 성장하는 것을 느낄 수 있어서 “소중한 시간이었다”고 소감을 밝혔다.

## 자선 활동
2006년 1월 유아인은 대한생명과 월드비전이 신체적, 정신적으로 건강한 청소년상을 정립하기 위해 공익 사업의 일환으로 추진한 청소년 해피 프렌즈(Happy Friends) 봉사단의 초대 홍보대사로 위촉되었다. 같은 해 2월 23일 강원도 정선 지역에서 200여명의 해피프렌즈 봉사단과 함께 연탄 배달 봉사활동을 펼쳤다. 2010년 12월에는 팬카페 회원들과 함께 논산 성모의 마을에서 봉사활동을 하기도 했다.
2013년 1월에는 아름다운재단에서 보육시설 아동에게 책정된 불평등한 급식비를 반대하는 캠페인 '나는 아이들의 불평등한 식판에 반대합니다'에 7,700만 원을 기부했다. 이는 목표 모금액의 1%를 남기고 기부한 것으로, 유아인은 “남은 사흘 동안 다른 사람들의 참여로 100% 다 채워지기를 희망한다”며 기부 배경을 밝혔다. 이후 다른 사람들의 참여로 해당 캠페인은 목표 모금액을 달성했으며, 아름다운재단에 보낸 유아인의 메일 전문이 공개되기도 했다.
(상략) 유명인의 기부와 관련한 기사에 달리는 '고작 그것뿐이냐', '이미지 관리용이다' 같은 악성 댓글을 기부자 스스로가 두려워해서는 안 될 일이지요. 좋은 일의 가치는 누가 그 일을 어떻게 평가하느냐가 아니라 '뜻'이 도움을 필요로 하는 곳에 얼마나 잘 전달되느냐 하는데 달려있습니다.

유명인은 기부를 부끄러워하는 것이 아니라 보람을 느끼고 그 일을 널리 알려 더 많은 사람들이 뜻 깊은 일에 동참하게 하는 시너지를 만들어야 합니다. 그것이 제가 생각하는 선진 기부 문화이고, 좋은 뜻을 가지고도 주저했던 저와 같은 많은 분들이 이제는 주저 없이 그러한 기부 문화를 만드는 일에 동참해 주시기를 바랍니다.(중략)

보다 더 나은 삶을 추구하는 복지를 외치기 전에 기본도 누리지 못하는 아이들의 삶을 돌아보는 일이 선행되어야 하지 않을까요. 이웃 아이들을 돕고도 나는 기름진 삼겹살로 외식할 수 있을 만큼의 충분한 행운아입니다.

그런 나의 행운이 소외받는 아이들의 의도치 않은 불행에 나누어져 조금이라도 가치 있게 쓰이기를 바랍니다. 나는 부자이길 원하고, 성공하길 원하고, 사랑받기를 원하는 그런 평범한 사람 중 하나입니다. 그리고 나는 내가 가치 있는 사람이었으면 좋겠습니다. (후략)— 유아인이 아름다운재단에 보내온 이메일 중

2014년 1월 의류브랜드 ‘뉴키즈 노앙(Newkidz Nohant)’의 ‘러브 시티’ 티셔츠의 수익금을 기부하면서 아름다운재단을 통해 뉴키즈유아인기금을 조성했다. 뉴키즈유아인기금을 통한 기부금은 아동청소년 문화체험 지원사업과 아동양육시설 퇴소 거주 대학생 교육비 지원사업에 쓰인다. 유아인은 다음과 같이 기금의 개설 취지를 전했다.
(상략) 저는 소외계층의 아이들이 성장해 사회의 음지나 변두리로 내몰리지 않고, 진취적이며 차별화된 경쟁력을 가진 미래의 당당한 주역이 될 기회를 만들어주고자 합니다. 성취는 개인의 몫이지만 선택의 기회는 가능한 균등하게 나누어 주는 것이 기성세대가 다음 세대를 위해 해야 할 일들 중 하나라고 생각합니다. (중략)

저마다 다른 개성과 특성을 가진 소중한 우리 아이들. 하지만 너무 일찍 불편한 현실을 불행으로 짊어진 우리 아이들이 자신의 소중함을 발견하고, 미래에 대한 꿈을 꾸며 ‘특별한 아이들’로 성장하기를 진심으로 바랍니다. (후략)— 유아인이 아름다운재단에 전한 ‘뉴키즈유아인기금’ 개설 취지 중

2014년 8월에는 아이스 버킷 챌린지에 관한 견해를 밝히면서, 승일희망재단에 기부한다고 밝혔다. 2015년 5월 어린이날을 기념하면서 유아인은 스튜디오 콘크리트에서 개인 소장품을 판매하는 자선바자회를 열었다. 바자회 수익금과 수익금의 50%를 유아인이 개인적으로 추가하여 기부금을 마련했다. 해당 기부금의 50%는 한국어린이백혈병재단에 후원하여 환아들의 수술비를 지원했고, 나머지 50%는 스튜디오 콘크리트의 어린이 및 청소년 예술 교육 지원 사업처 설립을 위해 사용됐다. 2016년 5월 5일에도 스튜디오 콘크리트 차원에서 개인 소장품과 디자이너 브랜드의 시즌 오프 상품을 판매하는 자선바자회를 진행했다. 12월에는 전시회 티켓을 기부하는 등 아동청소년 문화체험 지원사업을 이어나갔다.

## 연기 외 활동

### 글쓰기 활동
자신의 미니홈피 계정에 직접 쓴 다수의 시와 수필을 게시한다. 유아인은 글을 쓰는 것에 대해 “재밌고, 안 질리는 일 중 하나”라고 밝혔으며, 시간이 많을 땐 거의 모든 시간에 글을 썼다. 특히 책을 내자는 구체적인 제안들이 많았으나 정중히 거절했는데, 시간이 좀 더 지나 책으로 묶어 내보일 만큼 글이 쌓이면 작업을 해보고 밝혔다. 또한 만약 책을 낸다면 시집을 내고 싶다고 말하기도 했다. 이와 관련, 2016년 월간지 《시-See》에 유아인의 시 두 편이 소개되기도 했다. 해당 기사에서 이충재 시인은 “영혼이 참으로 맑다는 점을 느낄 수 있다. 시에서 드러나는 맑고, 깨끗하고, 투명하고, 순전한 모습을 발견하기란 그렇게 어렵지 않다. 화려한 조명을 받는 배우의 일상과는 전혀 무관한 자아를 찾아가는 그 아름답고도 맑고 깨끗한 가벼운 호흡이 느껴져 읽는 내내 신선함을 느낄 수 있다. 때 묻지 않은 듯한 그의 삶이, 고뇌가, 흔들림이, 바람이, 아픔이 느껴진다”고 평했다.
2012년 10월부터 2013년 3월까지 잡지 《데이즈드&컨퓨즈드》에 6개월간 글을 기고했다. 칼럼을 시작하면서 해당 잡지를 통해 글을 쓰는 이유에 대해 다음과 같이 밝혔다.
무사히 이 칼럼을 시작하게 된다면, 정히는 글이란 것을 다시 쓰게 된다면 반드시 거기에서부터 하고 싶었다. "누가 나로 하여금 시를 멈추게 했을까." 어느 20대 연예인의 글이 허세와 지적 허위로 치부되고 그 연예인이 갖은 편의와 달콤함에 중독된 채로 징그러운 겁쟁이가 되어가고 있는 것이라면 전혀 달갑지 않은 마감 독촉을 받으며 억지로라도 다시 글을 쓰고 싶었다.— 《데이즈드&컨퓨즈드》 2012년 10월호, ‘누가 나로 하여금 시를 멈추게 했을까’ 중

이밖에도 잡지 《씨네21》, 《인스타일》 등에 칼럼을 기고하거나, 아티스트 그룹 스튜디오 콘크리트의 일원으로서 브랜드 잡지 《톰 페이퍼》의 편집장으로 활동하고 있다.

### 스튜디오 콘크리트
유아인은 창작 아티스트 그룹 스튜디오 콘크리트(Studio Concrete)의 공동 대표이자 크리에이티브 디렉터다. 80년대 출생의 아티스트들이 주축이 되어 만든 이 그룹에는 유아인을 비롯 공동 대표 차혜영, 아티스트 권철화, 캐스퍼 강, 포토그래퍼 김재훈, 설치미술가이자 큐레이터 권바다, 에디토리얼 디렉터 박노섭 등이 소속되어 있다. 한남동에 마련한 갤러리, 아틀리에, 커피숍 등이 어우러진 오픈형 창작 스튜디오를 근거로 활동한다. 독립적 예술 사업과 영리 기업과의 협력 사업, 비영리 사회 환원 사업 등 다양한 활동을 병행한다.
아티스트 그룹의 결성은 유아인이 친구들에게 “재미있는 거, 너희가 잘할 수 있는 일로 수익도 내고 의미 있는 일을 해보지 않을래?”라고 제안하면서 시작됐다. 유아인은 아티스트들이 자유롭게 놀 수 있는 놀이터를 만들어주고 싶고, 대중들이 아티스트들의 작업을 쉽게 즐겨 예술과 대중 사이의 거대한 벽과 선입견을 허무고 싶다고 밝혔다. 그룹으로 뭉치면 뭔가 해낼 수 있다는 생각을 했고, 대중예술가로서 아티스트들이 세상에 좀 더 두각을 드러내는 데 도움을 주고 싶은 마음에 그룹 결성을 추진했다. 또한 “저에게 직접적인 도움을 받은 친구들이 또 타인에게 도움이 되는 그런 긍정적인 순환 구조를 한번 만들어보고 싶어요”라며 예술을 통한 사회 환원 활동을 이어갈 계획을 밝혔다.
| “ | 어쨌든 저는 대중과 접점을 가진 상태로 쉼없이 고민해 온 사람이에요. 그 안에서 어떻게 하면 내 순수성을 지키고 보다 더 나은 예술을 탐구할 수 있는가. 그러면서 내가 가진 세속적인 욕망을 향해서 달려 나갈 수도 있는 것 아닌가. 저도 정답을 얻은 건 아니지만, 누구보다 길게 고민해 온 사람이기 때문에 친구들에게 조금은 도움이 될 수 있겠다고 생각했어요. (중략)일단 제 개념상 예술이라는 건 하는 게 아니고 발견에 가깝거든요. (중략) 사람들이 예술이라는 개념을 쉽게 느끼도록 만드는 것이 지금 가장 큰 숙제이자 과제인 것 같아요. 그건 저 혼자서 할 수 있는 일이 아니죠. 하지만 저는 이 시대의 사람이고, 스스로 욕망하는 것을 욕망하는 사람으로서 저에게 할당된 일정 부분의 몫이라고 생각해요. 이런 생각들이 모이고 사람들과 머리를 맞대다 보면 조금씩 변화가 생기지 않을까요. | ” |
|   | — 《그라치아》, 2015년 5월 제2호 기사 중 |   |

스튜디오 콘크리트는 2014년 브랜드 잡지 《톰 페이퍼》의 발간으로 그룹의 시작을 알렸다. 유아인은 해당 잡지의 편집장으로 활동한다. 2015년에는 한섬의 편집매장 ‘톰 그레이하운드(Tom Greyhound)’를 통해 ‘Series 1 to 10’ 티셔츠를 출시했다. 소속 아티스트들 및 국내외 작가들의 개인전과 협력전을 진행하고, 뷰티 멀티스토어 광고, 연예 콘텐츠 채널의 기획 화보, 패션브랜드 ‘럭키슈에뜨(Luckychouette)’의 룩북을 제작하는 등 그룹 활동을 이어가고 있다. 2016년 5월에는 스튜디오 설립 1주년을 맞아 그간의 활동을 선보이는 전시회를 열었다. 이후 국제아트페어 ‘아트부산 2016’에 신생 갤러리로서 참여하거나, 세계적인 그래픽 디자이너 장 줄리앙(Jean Jullien)의 첫 내한 전시를 진행하기도 했다.
같은 해 10월에는 아트 레이블 ‘씨씨알티 에어로스페이스(CCRT AEROSPACE)’를 선보였다. 우주를 메인 콘셉트로 펼쳐지는 가상의 이야기에서 뉴 미디어, 미술, 퍼포먼스, 음악, 패션 등의 다양한 예술 활동을 동시다발적으로 진행하는 프로젝트다. 유아인은 첫 번째 에피소드 ‘프래즐(Fragile: Handle with care OR)’의 총괄 기획을 맡았다. 우주복을 연상하게 하는 패션 디자인을 비롯해 가야금 연주자 황병기, 디자이너 박시영, 일러스트레이터 김세동 등 여러 분야의 아티스트들과 작업한 콘텐츠를 전시회에서 선보였다. 특히 프로젝트의 아트필름으로 유아인이 기획 및 제작하고 윤성현이 감독과 각본을 맡은 SF 단편영화 《Episode 1 Fragile : 경계의 저편》을 공개해 눈길을 끌었다.

## 학력
- 대구남덕초등학교(졸업)
- 상인중학교(졸업)
- 경북예술고등학교 서양화과(전학)
- 서울미술고등학교 서양화 전공(중퇴)
- 고등학교 졸업학력 검정고시(합격)
- 단국대학교 공연영화학부 연극영화학과(중퇴)
- 건국대학교 예술디자인대학 영상영화학과(졸업)

## 마약류 관리에 관한 법률 위반 혐의
2023년 2월 8일 21:24, TV조선의 전정원 기자가 프로포폴 상습투약 혐의를 최초로 단독 보도한 기사를 시작으로 의혹이 제기되었다.
식품의약품안전처는 유아인이 2021년에 처음으로 투약한 것을 시작으로 서울특별시 서초구와 강남구에 있는 10곳의 성형외과를 돌아다니며 프로포폴을 상습적으로 투약한 정황을 확인한 이후 마약류 관리에 관한 법률 위반을 이유로 2022년 11월에 서울경찰청에 수사를 의뢰하였다. 2023년 2월 6일, 수사 의뢰를 받은 서울경찰청 마약범죄수사대는 최근 미국 로스앤젤레스에 체류 중인 유아인을 인천국제공항으로 돌려보낸 뒤 간이 마약 검사를 실시하였다. 이후 경찰은 체모 160가닥을 국립과학수사원에 감정 의뢰하였고, 프로포폴을 투약한 병원이 있는 지역인 서울특별시 강남구와 용산구의 병원을 압수수색하고 있다. 경찰은 그의 프로포폴 투약 관련 마약류 관리에 관한 법률 위반 여부를 계속 조사하고 있고, 조사 중인 유아인에게 출국금지 명령을 내렸다. 2월 10일 16:21 한국일보의 단독 보도를 통해 국립과학수사연구원의 수사 결과 THC 검출을 위한 소변 검사에서 일반 대마 흡입 여부에 대해서는 양성 반응이, 프로포폴 흡입 여부에 대해서는 음성 반응으로 결론났으며, 정밀 모발 검사는 2월 20일에 결론날 것이다. 프로포폴과는 별개로 대마 흡입은 국립과학수사연구원의 의뢰 없이 경찰 자체 수사를 통해 얻어낸 혐의이다. 경찰은 유아인의 마약류 관리에 관한 법률 위반에 대한 수사를 확대하고 있다.
유아인의 소속사인 UAA가 공식적으로 "유아인이 최근 프로포폴 관련해 경찰조사를 받았으며, 모든 조사에 적극적으로 협조하고 있으며 문제가 되는 부분에 대해서는 적극적으로 소명할 예정이다"라고 하였다.
언론에서는 유아인이 출연하는 2023년 개봉 예정인 넷플릭스 영화 '승부', 넷플릭스 시리즈 '종말의 바보' 및 영화 '하이파이브'와 연상호 감독의 '지옥' 시즌 2에 부정적인 영향을 끼칠 것이라고 보도했다. 멀티비타민의 광고주인 종근당제약의 경우 약물과 관련된 문제로 인해 해당 사태의 심각성을 파악, 광고 게재 여부를 검토 중이다. 유아인이 모델로 활동하는 무신사도 "경찰의 수사 진행상황을 보고 기업 이미지에 미칠 것을 고려해서 판단하겠다"고 밝혔다.
마약에 대한 규제와 처벌이 한국보다 엄격한 중국에서도 이번 사태가 신경보, 상여우 신문 등의 언론사에 언급되었고 중국의 페이스북, 트위터인 웨이보에서 9억 회를 넘기며 인기검색어 10위 안에 들었다. 유아인을 모델로 기용한 의료업체 회사인 '속사(速寫 CROQUIS)'에서 그가 출연한 홍보물을 전격 중단하였고, 타오바오 및 상거래 플랫폼에서 점차 광고가 내려가고 있다.
2023년 2월 23일, 체모 검사에서 프로포폴이 양성이 나온 것으로 판정되었다. 이후 대마와 프로포폴 외에도 다른 1가지 마약을 사용했음이 밝혀졌다. 채널A는 취재 결과 유아인이 1년간 프로포폴을 73차례 투여했다고 보도했다. 3월 1일엔 코카인, 케타민 2종의 마약류가 추가로 검출됐다.

## 기타
- 데뷔 전 첫 기획사의 매니저가 본명인 ‘엄홍식’ 대신 아이돌 같은 예명을 지어줬다. 여러 후보들 중 ‘유아인’이라는 이름이 어감도 좋고 가장 느낌이 좋아 선택했다. 독일어로 ‘하나’라는 뜻의 ‘ein’로 알려져있으나, 사실 별 의미를 두지 않고 지었다고 밝혔다.[175][176]

- 2011년 Mnet에서 방영된 《유아인의 론치 마이 라이프》에서 캐주얼 의류 ‘잭앤질(JACK&JILL)’과 ‘해지스(HAZZYS)’와의 콜라보레이션 작업 과정을 공개했다.[177] 2014년에는 디자이너 브랜드 ‘노앙(Nohant)’과 협업하여 서브레이블 ‘뉴키즈 노앙(newkidz nohant)’을 통해 한글과 영어 알파벳을 활용한 ‘러브 시티’ 시리즈 등의 티셔츠를 만들어 큰 인기를 끌었다.[178][179] 이러한 활동에 대해 유아인은 자신이 “해석하고 포착한 세상과 사람을 제 방식으로 재창조하고 표현해내고 있다”면서 “그게 옷이건 그림이건 또 다른 프로젝트일 수 있다. 그래서 난 다양한 과정들을 통해 만들고 표현해내는 크리에이터다. 그 중에 배우라는 일이 하나라고 생각한다”고 밝혔다.[180]

- 위태로운 청춘의 이미지를 좋아한다고 밝혔다.[3] 또한 매 순간이 완결되지 않기 때문에 청춘에 대해 “비극을 온몸으로 뿜어내는 시기”라고 의미를 두었다.[101] 작품 속에서 연기한 캐릭터들이 각자 다른 상황에 놓였을 뿐 청춘과 연관 지어지길 원했고,[35][181] “내가 가진 청춘의 얼굴로 건방지지 않게, 그렇지만 자유롭게 이 시대의 청춘들을 대변하고 싶은 마음이 있다”고 말했다.[72] 그러나 청춘을 적극적으로 표현한 작품을 남기지 못한 아쉬움이 있기 때문에, 보다 현실적인 시대상을 드러내고 시대의 감성을 적극적으로 반영한 청춘물에 대한 갈증이 크다고 밝혔다.[35][182]

- 무대 공포증이 있다. 많은 사람들 앞에 서 있는 것을 떨려 하며,[183] 이를 극복하기 위해 청심환을 먹는다고 밝히기도 했다.[184][185]

- 흥미로운 배우이자 대중에게 혼란을 주는 배우가 되고 싶다고 밝혔다.[186][25] 어떤 식의 대중적인 평가를 받는지 알면서도 모난 구석을 드러내거나 조금 오그라들고 느끼할 거 알면서도 새로운 걸 시도해 보는 것이 재밌다고 생각하기 때문이다.[187] 또한 “장르에 갇히지 않는 배우가 되고 싶다”고 밝히면서 "잘 하든 못 하든, 모습이 말쑥하든 울퉁불퉁하든 다른 재미를 주고 싶다. 참 흥미로운 사람이라는 생각을 하게 해 주고 싶었다"고 설명했다.[188] 이와 더불어 사람마다 자신에 대한 평가가 확연히 다른 것에 대해 유아인은 “누가 봐도 다 해석이 다르고, 정답이 다른 사람이 되고 싶었어요”라고 말했고,[189] “난 다 좋다. 이런 다양한 평가가 귀결되어 다양한 해석이 가능한 연예인으로 이미지가 형성되는 것이 흥미롭고 만족스럽다”라고 밝혔다.[190] 2016년 기자간담회에서는 “배우라는 것은 선입견을 만들고 깨부수는 과정의 반복인 것 같다”면서 자신에 대한 선입견을 만들고 다시 깨면서 “흥미로운 배우의 모습을 보여드리려고 노력하고 있다”고 말했다.[191]

- 《완득이》에서 김윤석에게 엉덩이 매질을 받은 적이 있다.